# Computex

Logo

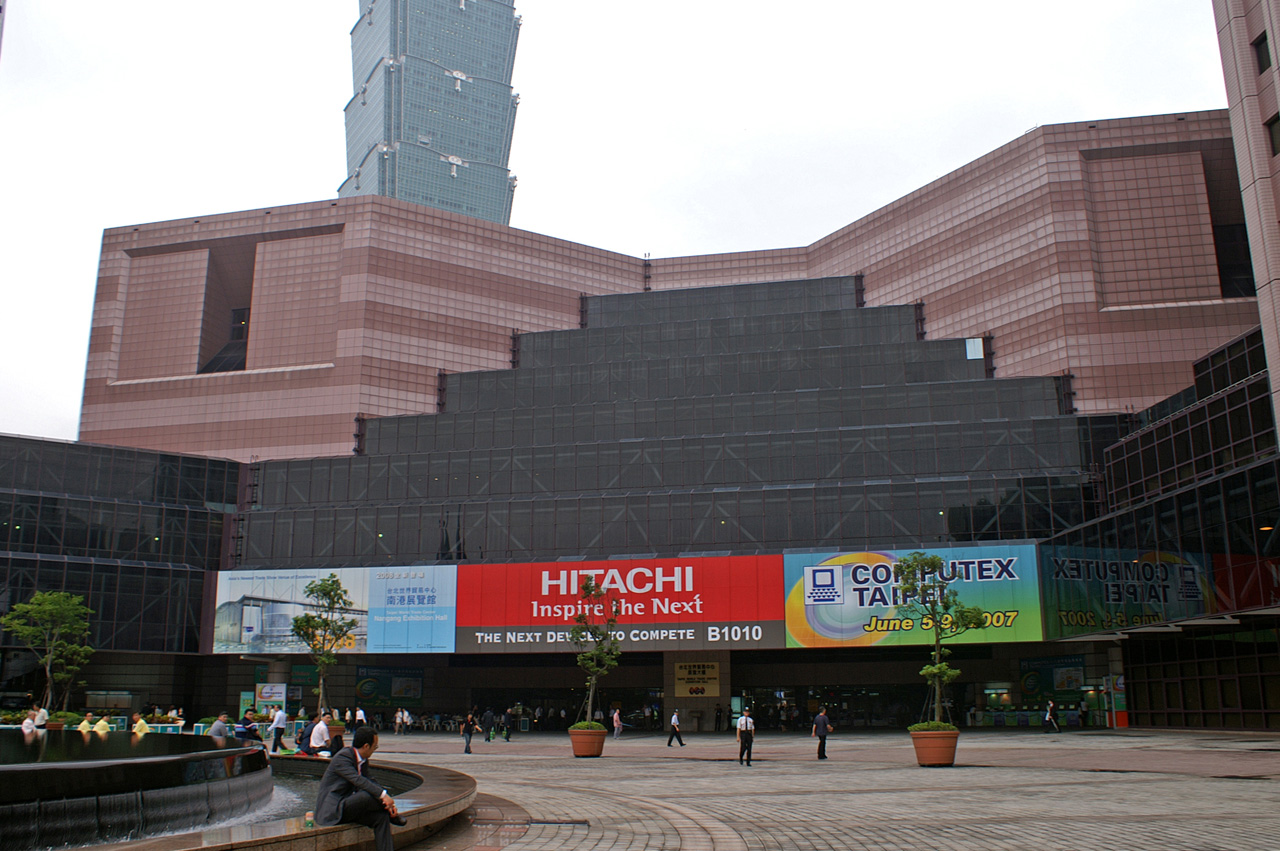
Computex

Die Computex (chinesisch 台北國際電腦展, Pinyin Táiběi guójì diànnǎo zhǎn) ist die größte IT-Messe in Asien, die seit 1981 alljährlich in Taipeh (Taiwan) abgehalten wird. Sie ist ähnlich der US-amerikanischen CES oder der ehemaligen europäischen CeBIT.
Sie wird von der staatlichen Exportförderung CETRA und der privaten Taipei Computer Association organisiert.

## Jährliche Tagungen
- Computex 2004, 1. bis 5. Juni
- Computex 2005, 31. Mai bis 4. Juni
- Computex 2006, 6. bis 10. Juni
- Computex 2007, 5. bis 9. Juni
- Computex 2008, 3. bis 7. Juni
- Computex 2009, 2. bis 6. Juni
- Computex 2010, 1. bis 5. Juni
- Computex 2011, 31. Mai bis 4. Juni
- Computex 2012, 5. bis 9. Juni
- Computex 2013, 4. bis 8. Juni
- Computex 2014, 2. bis 7. Juni
- Computex 2015, 2. bis 6. Juni
- Computex 2016, 31. Mai bis 4. Juni
- Computex 2017, 30. Mai bis 3. Juni
- Computex 2018, 5. bis 9. Juni
- Computex 2019, 28. Mai bis 1. Juni
- Computex 2020 abgesagt, war geplant für 28. bis 30. September
- Computex 2021 abgesagt, wurde virtuell abgehalten
- Computex 2022, 24. bis 27. Mai
- Computex 2023, 30. Mai bis 2. Juni
- Computex 2024, 4. Juni bis 7. Juni
- Computex 2025, 20. Mai bis 23. Mai